# Juana la Loca (película)
Juana la Loca es una película de cine española dirigida por Vicente Aranda, basada en la historia de amor y celos de Juana I de Castilla, apodada "La loca" y Felipe el Hermoso. Versión de la película Locura de amor dirigida por Juan de Orduña en 1948.

## Sinopsis
Laredo, 22 de agosto de 1496. Una flota parte con destino a Flandes. Su objetivo es conducir a la infanta Juana de Castilla a la corte de Bruselas, donde contraerá matrimonio con el que más tarde será conocido en España como Felipe el Hermoso. El encuentro es fulgurante. Apenas mirarse, nace entre ellos un deseo y una atracción incontrolables que hacen que se olviden de sus obligaciones políticas y se abandonen a ellos. Sin embargo, el destino tiene otros planes para ellos: las muertes de sus hermanos mayores y de su madre, Isabel la Católica, convierten a la infanta Juana en reina de Castilla y heredera de la Corona de Aragón. Estos acontecimientos desembocarán en dos batallas: una política, entre la nobleza flamenca y la castellana, la otra, mucho más dolorosa, será la que libre Juana la Loca en el lecho conyugal.

## Estructura de la película
La película se presenta en forma de un racconto que parte con la reina ya anciana, poco antes de su muerte. A partir de aquí nos traslada hasta la juventud de Juana, antes de casarse con Felipe, para abordar después su matrimonio y la infelicidad que le produce, al no sentirse deseada por su marido que prefiere a otras mujeres. 
La desesperación de Juana se refleja en muchas de las escenas de la película, en algunos momentos con imágenes poderosas, como la que se produce con la protagonista gritando de desesperación bajo una lluvia intensa.

## Banda sonora
La música de la película está compuesta por José Nieto músico imprescindible
en el cine de Vicente Aranda desde que trabajaron juntos en El Lute: camina o revienta. Inicialmente pensó en tomar como referencia para su trabajo la música compuesta por Juan Quintero para Locura de amor, pero a medida que avanzaba el proyecto se dio cuenta de que el enfoque de la película requería un tipo de registro musical diferente. 
Debido a ello decidió utilizar sonidos graves, eliminando de la orquesta instrumentos como los violines, para que la banda sonora proporcionase al espectador una sensación más oscura[cita requerida]
.

## Reparto
- Pilar López de Ayala como Juana de Castilla
- Daniele Liotti como Felipe de Habsburgo (doblaje de Guillermo Romero)
- Manuela Arcuri (Aixa/Beatriz)
- Eloy Azorín (Álvaro de Estúñiga)
- Giuliano Gemma (Señor de Veyre)
- Roberto Álvarez (Alfonso Enríquez, almirante de Castilla)
- Rosana Pastor (Elvira)
- Guillermo Toledo (Capitán Corrales)
- Susi Sánchez (Isabel la Católica)
- Chema de Miguel (Juan Manuel, señor de Belmonte)
- Andrés Lima (Diego López Pacheco, marqués de Villena)
- Cipriano Lodosa (Marliano)
- Carolina Bona (Inés)
- Héctor Colomé (Fernando el Católico)
- Jorge Monje (Hernán)
- Sol Abad (Mucama)
- Fernández Abilio (voz de narración)
- Eva Zapico (Lady Zapico)

## Rodaje
La película fue rodada en muchos lugares históricos de España, Portugal e Italia, entre ellos:
- Burgos
- León
- Toledo
- Guimarães
- Jávea (Alicante)
- Sigüenza (Guadalajara)

## Premios
XVI edición de los Premios Goya
| Categoría                     | Persona                                     | Resultado |
| ----------------------------- | ------------------------------------------- | --------- |
| Mejor película                | Mejor película                              | Nominada  |
| Mejor director                | Vicente Aranda                              | Nominado  |
| Mejor actriz protagonista     | Pilar López de Ayala                        | Ganadora  |
| Mejor actriz de reparto       | Rosana Pastor                               | Nominada  |
| Mejor música original         | José Nieto                                  | Nominado  |
| Mejor fotografía              | Paco Femenía                                | Nominado  |
| Mejor montaje                 | Teresa Font                                 | Nominada  |
| Mejor dirección artística     | Josep Rosell                                | Nominado  |
| Mejor dirección de producción | Carlos Bernases                             | Nominado  |
| Mejor vestuario               | Javier Artiñano                             | Ganador   |
| Mejor maquillaje y peluquería | Mercedes Guillot Miguel Sesé                | Ganadores |
| Mejor sonido                  | David Calleja Daniel Fontrodona James Muñoz | Nominados |

57.ª edición de las Medallas del Círculo de Escritores Cinematográficos
| Categoría    | Persona              | Resultado |
| ------------ | -------------------- | --------- |
| Mejor actriz | Pilar López de Ayala | Ganadora  |